# Marcos 1

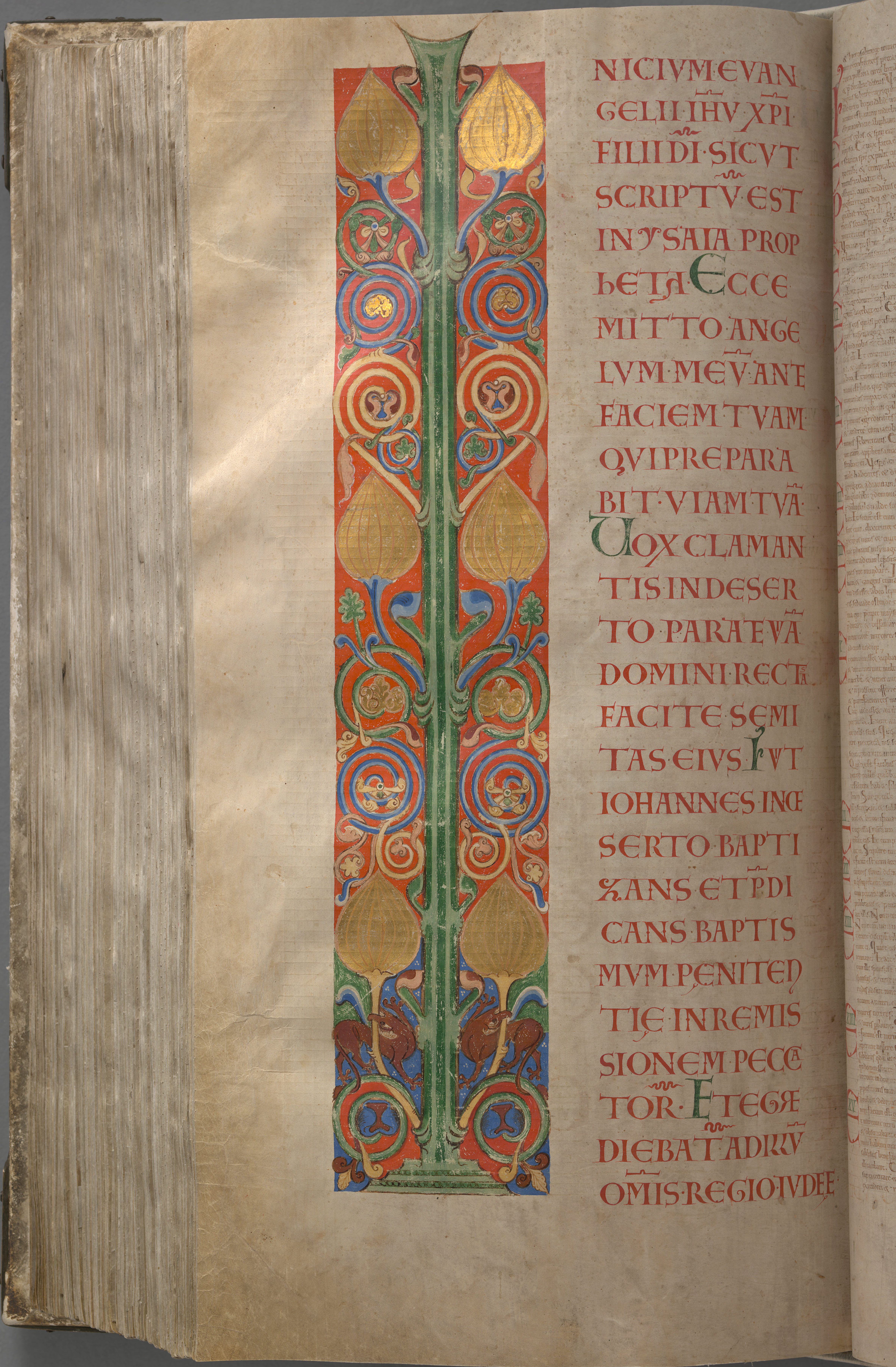
Marcos 1:1-5 (latín) en Codex Gigas

Marcos 1 es el primer capítulo del Evangelio de Marcos en el Nuevo Testamento de la Cristiana Biblia. Biblia. Narra la proclamación de Juan el Bautista, el bautismo de Jesucristo, su tentaciones y el comienzo de su ministerio en Galilea.

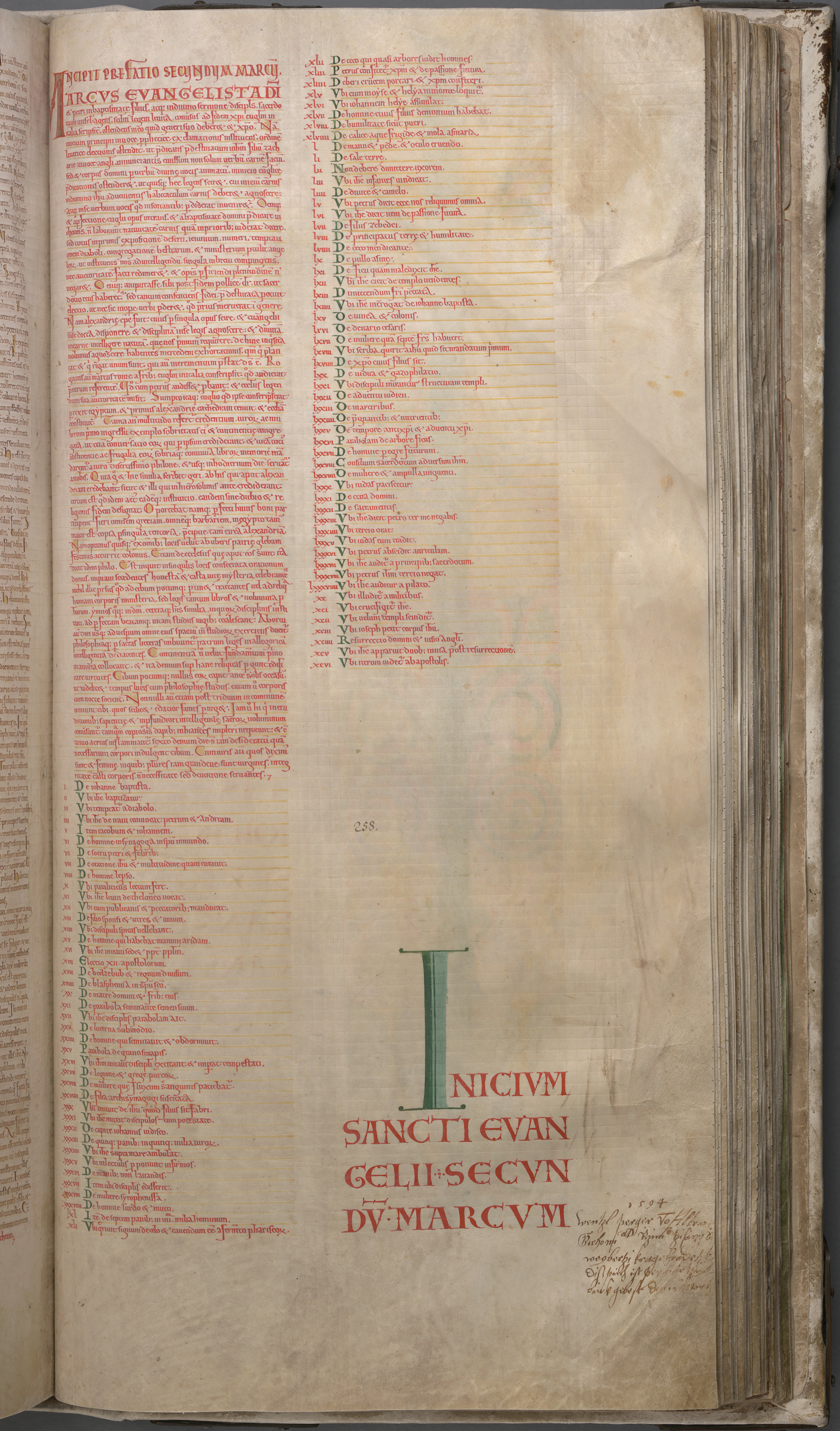
El prefacio del Evangelio de Marcos en el Codex Gigas

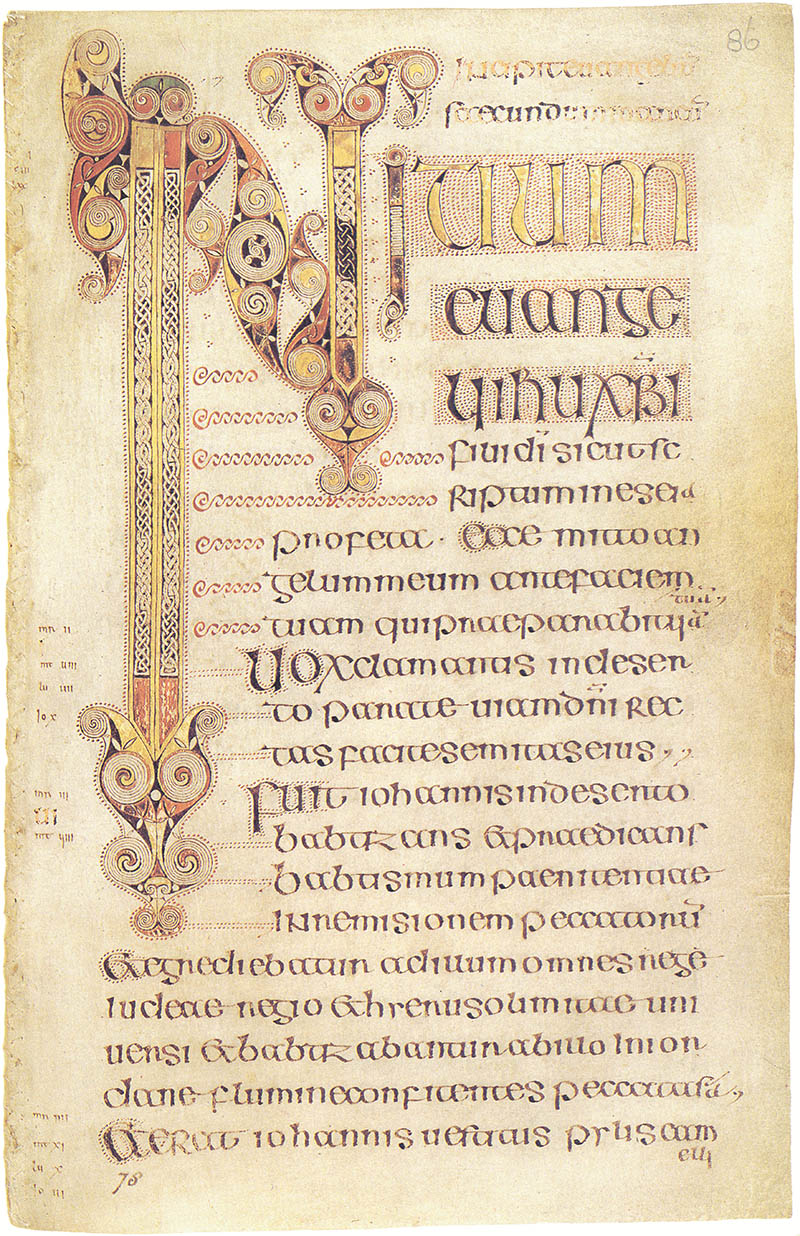
Imagen de página del Libro de Durrow del, del Evangelio de Marcos. Trinity College Dublín

.

## Texto
El texto original estaba escrito en griego koiné. Este capítulo está dividido en 45 versículos.

### Testigos textuales
Algunos manuscritos antiguos que contienen el texto de este capítulo son:
- Papiro 137 (siglos II/III; versículos 7-9, 16-18 existentes)[2]
- Codex Vaticanus (325-350; completo)
- Códice Sinaítico (330-360; omite el versículo 33)
- Codex Bezae (~400; completo)
- Codex Washingtonianus (~400; completo)
- Codex Alexandrinus (400-440; completo)
- Codex Ephraemi Rescriptus (~450; versículos 18-45 existentes)

## Comienzo (1:1)
El comienzo del evangelio de Jesús Cristo, el Hijo de Dios;.
El versículo inicial del Evangelio de Marcos declara desde el principio la creencia de Marcos. El académico estadounidense Robert J. Miller lo traduce como "La buena noticia de Jesús el Ungido", sobre la base de que χριστοῦ significa ungido y la frase υἱοῦ τοῦ θεοῦ no está presente en algunos testigos tempranos. Algunos manuscritos antiguos (como Codex Koridethi (Θ; 038), Minúscula 28) omiten "Hijo de Dios", pero el teólogo sueco Tommy Wasserman a través de la investigación concluye que la omisión fue accidental. 
El "principio" podría referirse al comienzo del libro, o al versículo siguiente, o al comienzo de la historia de Jesús, ya que Marcos sólo está empezando a contar al lector la vida de Jesús, no escribiendo toda su biografía..
Al decir que es el ungido, Marcos está declarando a Jesús el Mesías, el sucesor del rey David. Marcos siempre usa "Cristo" que se deriva de la traducción griega, nunca usa "Mesías"  Μεσσίας que se deriva de la transliteración griega de la palabra aramaico para "Mesías". "Hijo de Dios" puede verse como sinónimo de un mesías político, en este caso el Rey de los judíos, pero también puede verse como expresión de divinidad, como en la frase "Dios Hijo". Sólo los demonios oponentes de Jesús lo llaman así en Marcos hasta el centurión en Mark 15:39. La "buena noticia" podría referirse a la noticia sobre Jesús o de Jesús como la buena noticia o una combinación de todos ellos.
En la Introducción al Antiguo Testamento en griego de Henry Barclay Swete, páginas 456-457 se afirma:
"Εὐαγγέλιον [Buenas noticias o Evangelio] en la LXX ocurre sólo en plural, y quizás sólo en el sentido clásico de 'una recompensa por las buenas nuevas' (2 Samuel 4:10 también 2 Samuel 18:20, 2 Samuel 18:22, 2 Samuel 18:25-27, 2 Reyes 7:9); en el Nuevo Testamento se apropia desde el principio de las buenas nuevas mesiánicas (Marcos 1: 1, Marcos 1:14), derivando probablemente este nuevo significado del uso de en griego εὐαγγέλίζεσθαι en Isaías 40: 9, Isaías 52:7, Isaías 60:6, Isaías 61:1. "

## Anuncio de los profetas

### Versículos 2-3
2Como está escrito en los Profetas:
He aquí, yo envío a mi mensajero delante de ti...
que preparará tu camino delante de ti.
3La voz de uno que clama en el desierto:
Preparad el camino del Señor.
Enderezad sus sendas 
En los textos griegos de Marcos editados por Westcott y Hort, Samuel Prideaux Tregelles y la Sociedad de Literatura Bíblica, las profecías citadas se describen como escritas ἐν τῷ Ἠσαΐᾳ τῷ προφήτῃ (en tō Ēsaia tō prophētē, "en el profeta Isaías"), al igual que en el manuscritos. B, D, L, Δ y א, mientras que en el Textus Receptus se lee ἐν τοῖς προφήταις (en tois prophētais, "en los profetas") en consonancia con muchos otros manuscritos antiguos y escritos patrísticos. 
Algunos piensan que esto podría indicar que Marcos no utilizó una Biblia judía completa, sino que utilizó una colección general de citas de ellas. El teólogo protestante Heinrich Meyer sugiere que la referencia a Isaías es auténtica pero fue un "error de memoria".  La cita parece ser un compuesto de los libros de Éxodo (Éxodo 23:20), Malaquías (3: 1) y Isaías (Isaías 40:3), vinculando el evangelio de Jesús con unas cumplimiento del "Antiguo Testamento". Marcos supone que se refieren a Juan el Bautista o las aplica a él.
El pasaje de Malaquías describe a uno que preparará el camino de Dios para Dios. Marcos ha cambiado la afirmación de Malaquías, que se refiere a Elías volviendo para preparar el camino de Dios, por otra en la que se ve a Juan como Elías, porque el espíritu de Elías descansaba sobre él y "mi" camino se ha cambiado por "tu" camino, es decir, el camino de Jesús. De este modo, Marcos podría estar equiparando a Jesús con Dios.
Más detalladamente, parece que Marcos ha tomado parte de Éxodo 23:20 de la Septuaginta: ἰδοὺ ἐγὼ ἀποστέλλω τὸν ἄγγελόν μου πρὸ προσώπου σου. (Brenton Ex 23:20: "he aquí que envío a mi ángel ante tu rostro") y lo combinó con parte de Malaquías 3:1 de la Septuaginta: ἐπιβλέψεται ὁδόν (Brenton Mal 3:1: "reconocer el camino") para crear Marcos 1:2 en el NT griego de Westcott-Hort: ἰδοὺ ἀποστέλλω τὸν ἄγγελόν μου πρὸ προσώπου σου ὃς κατασκευάσει τὴν ὁδόν σου.  Las diferencias significativas son ἐπιβλέψεται ("encuesta" -Brenton) se sustituye por κατασκευάσει ("preparar" -NRSV) y un σου final ("tu" -NRSV) se ha añadido: "véase, estoy enviando a mi mensajero delante de ti, que preparará tu camino" ( en la NRSV). La siguiente cita de Isaías 40:3 es específicamente de la Septuaginta, compárese Brenton Isa 40:3: "Voz del que clama en el desierto: Preparad el camino del Señor, enderezad las sendas de nuestro Dios" con el Texto Masorético. Isa 40:3: "¡Escuchad! uno clama: 'Despejad en el desierto el camino del Señor, allanad en el desierto una calzada para nuestro Dios." o la NRSV Isa 40:3: "Una voz clama: 'En el desierto preparad el camino del Señor, enderezad en el desierto una calzada para nuestro Dios.'" o la nueva JPS Tanakh (1985). 40:3: "Una voz resuena: Despejado en el desierto ¡Un camino para el Señor! Llano en el desierto ¡Una calzada para nuestro Dios!".
Los cuatro evangelios utilizan la cita de Isaías de la Septuaginta: se encuentra en el Lucas en Lucas 3:4-6, en el Mateo en Mateo 3:3, y en el Juan en Juan 1:23. Esta sección de Isaías trata del viaje de regreso a casa desde el cautiverio babilónico y era un pasaje que los judíos utilizaban a menudo como una forma de expresar la ayuda de Dios. Isaías probablemente utiliza este pasaje simbólicamente para describir la limpieza moral y la renovación. Así pues, Juan también está vinculado a Isaías y, una vez más, Marcos equipara al señor de este pasaje, Yahvé, con Jesús.

## Contenido
- En el principio... Versículos 1-8
- Bautismo de Jesús Versículos9-11
- Tentaciones de Jesús Versículos 12-13
- Comienzo de la predicación de Jesús en Galilea. Versículos 14-15
- Vocación de los apóstoles. Versículos 16-24
- Curación de la suegra de Pedro. Versículos 24-31
- Otras curaciones. Versículos 32-34
- Sale a un lugar solitario para orar. Versículos 35-39
- Curación de un leproso. Versículos 40-45

## Juan el Bautista

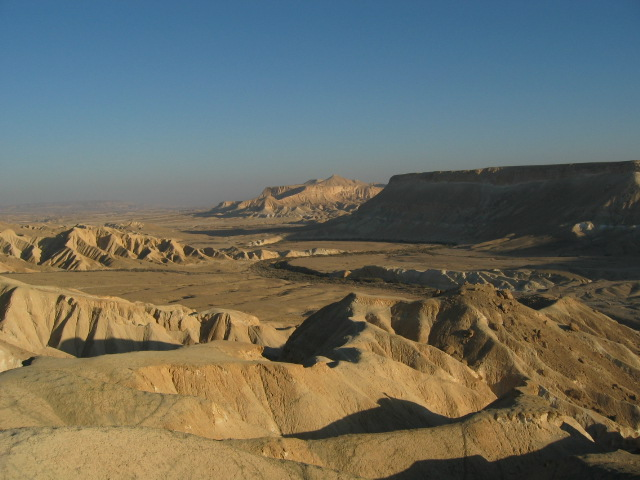
Montañas de arena en el Negev

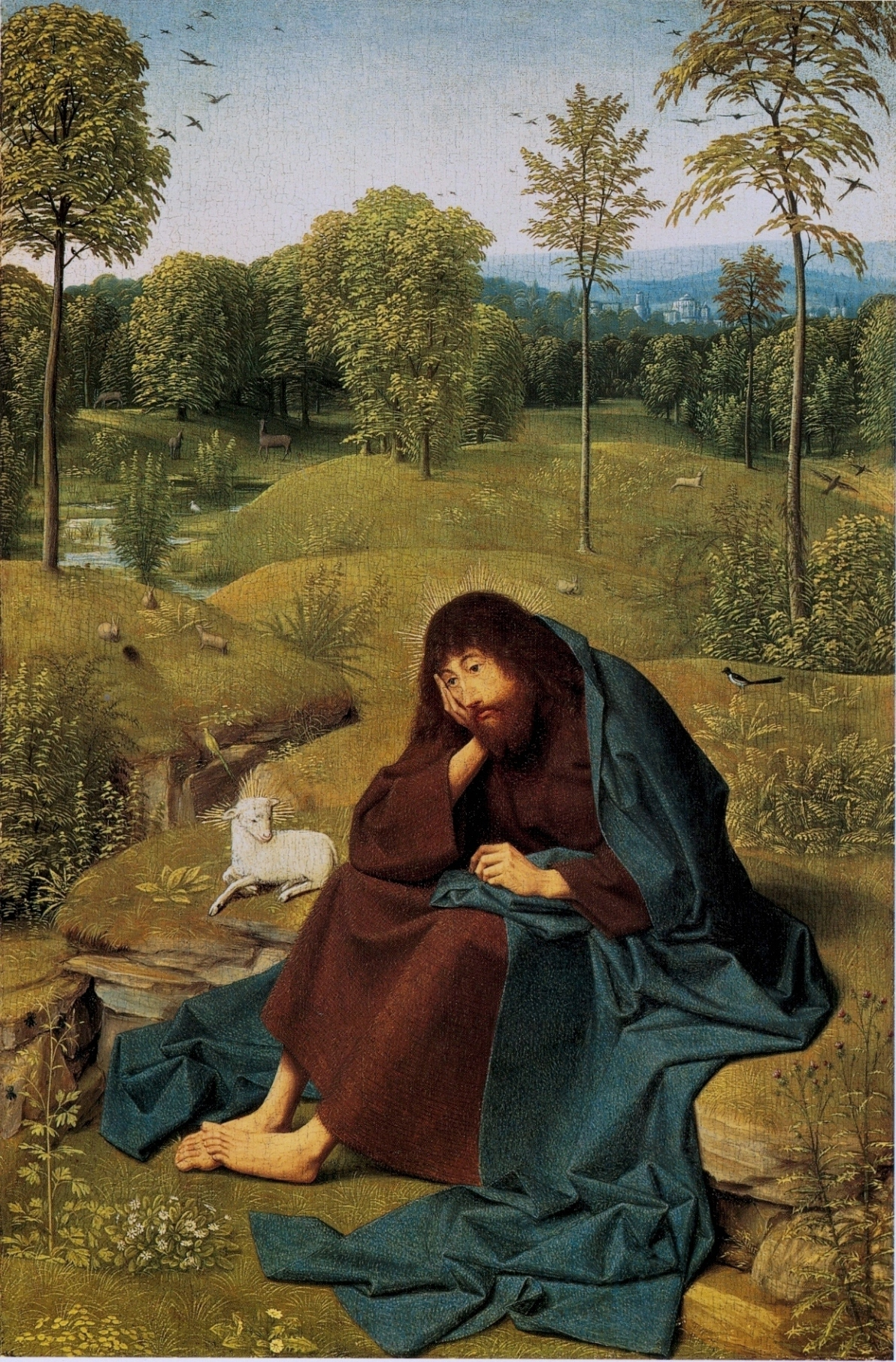
Juan Bautista en el desierto de Geertgen tot Sint Jans

Marcos describe las actividades de Juan, predicando elarrepentimiento y el perdón de los pecados y el bautizando en el río Jordán. Dice que llevaba pelo de camello, un cinturón de cuero y sobrevivía a base de langostas y miel silvestre. Sus ropas se parecen a las de Elías descritas en 2 Reyes 1:8. También existe la profecía de la ropa del verdadero profeta en el Libro de Zacarías KJV. Su dieta puede haber sido su intento de pureza. Se ha especulado mucho con la posibilidad de que Juan fuera un esenio, quizá también Jesús, pero no hay pruebas fehacientes de ninguna de las dos cosas. Según el Lucas, Jesús y Juan eran parientes (Lucas 1:36) y Juan es descrito como nazareo de nacimiento (Lucas 1:15). Todos los retratos de él lo pintan ciertamente como un asceta, pero también como un predicador popular y respetado.
Este retrato de Juan es algo parecido pero algo diferente del que nos da Josefo. Josefo afirma que Juan bautizaba, pero no para el perdón de los pecados y que era un gran líder del pueblo, no haciendo ninguna mención de Jesús con respecto a Juan. Esta diferencia podría mostrar cómo Marcos ve a Juan, como representante de Elías y mero heraldo de quien Marcos considera el más importante, Jesús. Según la hipótesis del documento Q  Juan bautizando también se encontraba al principio de ese libro. Juan es venerado en el mandeísmo.
Mucha gente de Judea y (o 'incluyendo')  Jerusalén acuden a confesar sus pecados y son bautizados por Juan. El pietista luterano Johann Albrecht Bengel señala que "las capitales [a menudo] no están dispuestas a seguir una nueva institución [un nuevo modo de vida predicado por primera vez]".
Juan les dice: 

Después de mí vendrá uno más poderoso que yo, no soy digno de inclinarme para desatar las las correas de cuyas sandalias. Yo os bautizo con agua, pero él os bautizará con el Espíritu Santo.

Desatar las sandalias de alguien era una tarea comúnmente realizada por el esclavo de alguien. A qué se refiere bautizar con el Espíritu Santo, ya que Jesús nunca bautiza en Marcos, es incierto si sólo se considera Marcos. Juan 4:1-3 tiene el discípulos de Jesús (pero no Jesús) bautizando al mismo tiempo que Juan el Bautista. (Véase también Paráclito, KJV, Hechos 1:8, Hechos 2:4, KJV). Mateo 3:11 y Lucas 3:16 especifican el bautismo con espíritu santo y fuego.

### Versículo 7

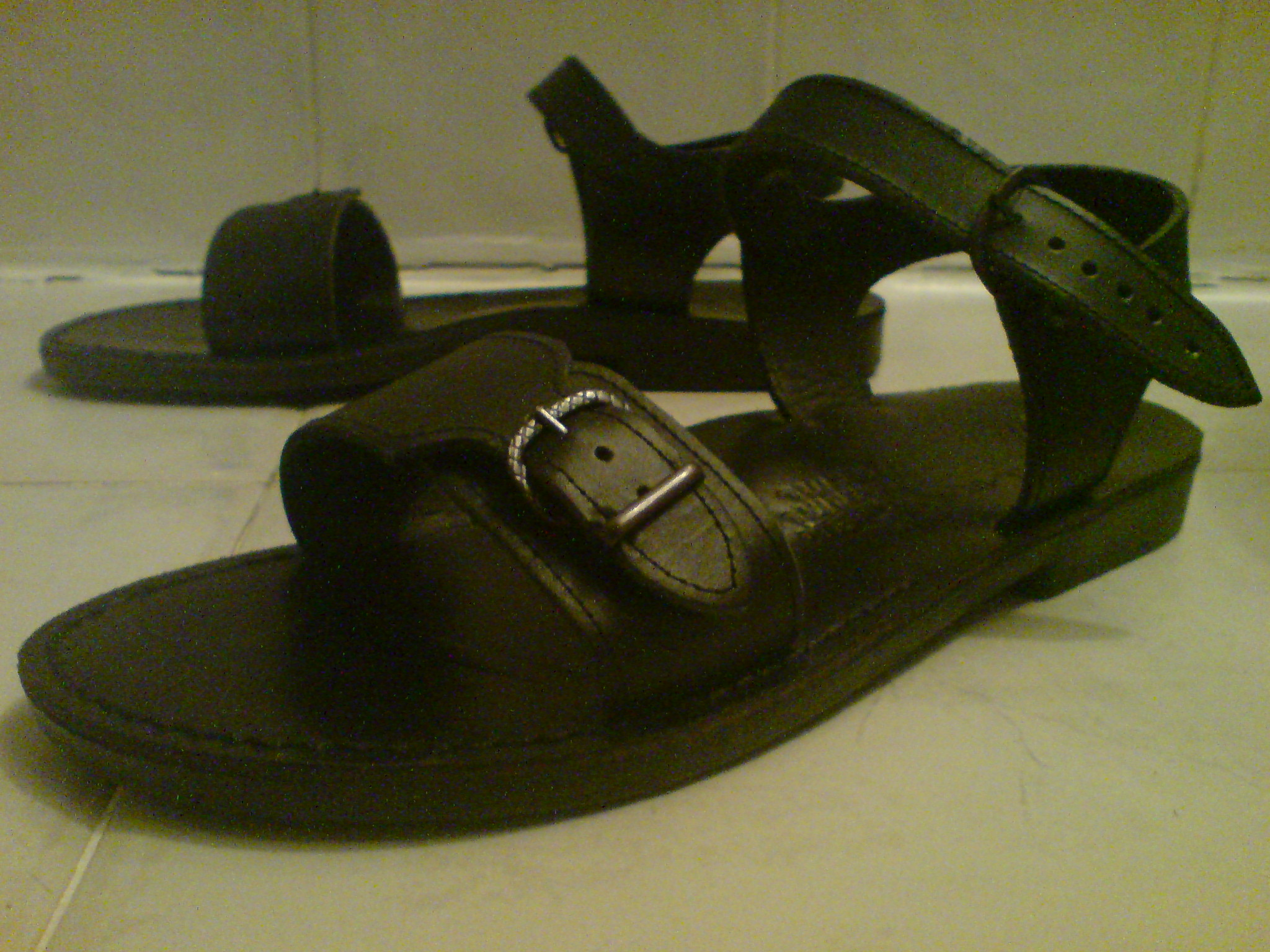
Sandalias con correas modernas, pero de un estilo similar a las sandalias de la época romana

.
Y predicaba, diciendo:
Después de mí viene uno que es más poderoso que yo, a quien no soy digno de desatarle la correa de sus sandalias. 

### Versículo 8
Yo os he bautizado con agua, pero Él os bautizará con el Espíritu Santo.
Algunos ven la declaración de Juan siguiendo el modelo del Libro del Éxodo, en Éxodo 23:20.. Otros libros usaron este patrón para describir a otros profetas, como el Libro de Oseas en Libro de Oseas 2:14 y Hoseas 12:9.. Juan se refiere a su bautismo en tiempo pasado (aoristo), en griego ἐγὼ ἐβάπτισα ὑμᾶς, pero algunas versiones traducen esta afirmación en presente, Yo os bautizo.
El Seminario de Jesús llegó a la conclusión de que éste era uno de los actos auténticos de Jesús, registrados en Marcos 1:1-8, Mateo 3:1-Mateo 3:12, Lucas 3:1-20, Evangelio de los ebionitas 1, y que denomina "Una voz en el desierto".

### Comentarios
San Juan Bautista es presentado como el nexo de continuidad entre el  Antiguo y el Nuevo Testamento: es el último de los Profetas y el primero de los testigos de Cristo. 

El Evangelio se refiere en primer lugar a aquel que es cabeza de todo el cuerpo de los salvados, es decir, a Cristo Jesús. (…) El comienzo del Evangelio (…) se refiere a todo el Antiguo Testamento, del que Juan es figura, o a la conexión existente entre el Nuevo y el Antiguo Testamento, cuya parte final está representada precisamente por Juan. (…) Por eso me pregunto por qué los herejes atribuyen los dos Testamentos a dos dioses distintos 

La exposición de la vida moderada del Bautista está de acuerdo con su predicación: es necesaria una purificación para recibir al Mesías. La grandeza de Jesús como Mesías la señala Juan cuando no se considera digno de desatarle la correa de las sandalias ya que esta acción se consideraba  que estaba prohibido exigirla a un esclavo judío.

«El bautismo de Juan no consistió tanto en el perdón de los pecados como en ser un bautismo de penitencia con miras a la remisión de los pecados, es decir, la que tendría que venir después por medio de la santificación de Cristo. (…) No puede llamarse bautismo perfecto sino en virtud de la cruz y de la resurrección de Cristo.

## El bautismo de Jesús

Aparición de Cristo al pueblo, por Alexander Ivanov, 1837-57

Jesús es uno de los muchos que vienen a bautizarse, en su caso desde Nazaret, en Galilea. Puesto que Juan, según Marcos, bautizaba el arrepentimiento para el perdón de los pecados (Marcos 1:4) algunos han argumentado que Jesús también viene para ser perdonado de sus pecados; pero Marcos señala que Juan dice que es indigno (Marcos 1:7Marcos 1:8). Marcos también presenta la función de Juan como la preparación del camino para Jesús, y algunos sostienen que este bautismo está destinado a adelantar el cumplimiento del plan de Jesús. 1:31 Juan dice que su bautismo era su método de revelar a Jesús a Israel. Tal vez Jesús está haciendo esto para abrazar la doctrina del bautismo y el arrepentimiento de los pecados y su unidad con los que lo abrazan. La Epístola a los hebreos, en Hebreos 4:15, dice que Jesús era "igual que nosotros - y sin embargo no tenía pecado" y 1 Juan 3:4-5 afirma: "...el pecado es falta; ... y en él no hay pecado".
Marcos presenta a Jesús sin historia ni descripción, lo que sugiere que el lector al que va dirigido ya ha oído hablar de él. Marcos, como los demás evangelios, no da ninguna descripción física de Jesús, a diferencia de la breve descripción previa de Juan. Se supone que los lectores de Marcos ya conocen a los dos.
Juan lo bautiza y Jesús ve entonces una teofanía. Ve "el cielo rasgarse" (en grigo σχιζομένους, esquizomatoso, rasgarse),"y el espíritu descendiendo sobre él como una paloma", y oye una voz que le dice que es hijo de Dios, a quien Dios ama y con quien Dios se complace. La visión podría estar relacionada con el Libro de los Salmos Psalm 2:7, así como con Isaías 42:1. La "apertura de los cielos"  se ve a menudo como la unión y el comienzo de la comunicación entre Dios y el mundo. Si alguien más aparte de Jesús vio esto ha sido a menudo debatido: Lucas 3:22 dice que el Espíritu descendió en forma "corporal, como una paloma"; Juan 1:32-34 dice que Juan dijo que vio al Espíritu descender sobre Jesús. Algunos han especulado que este evento puede haber sido una historia que tiene sus orígenes en la práctica cristiana primitiva del bautismo, aunque el teólogo franciscano Robert J. Karris  argumenta que esto es poco probable.
Algunos han argumentado que, puesto que Marcos comienza su relato aquí, en el bautismo, esto podría verse como una forma de adopción, ya que es la acción de Dios la que cambió la vida de Jesús, aunque Marcos probablemente está confirmando su relación preexistente. Jesús nunca es declarado hijo adoptivo de Dios en ninguna parte del libro, pero Marcos no dice exactamente cómo o cuándo Jesús se convirtió en hijo de Dios. Tanto Mateo como Lucas usan su narrativa de la infancia para mostrar que Jesús era hijo de Dios desde el momento de la concepción, y Juan 1:1 lo tiene como el palabra de Dios desde el momento de la creación.
La voz desde el cielo llama a Jesús "amado". Algunos ven una relación entre esta descripción y la de Isaac en el Génesis. Génesis 22, donde Abraham había mostrado su devoción a Dios al estar dispuesto a sacrificar a su hijo, por lo que Dios muestra su amor por la humanidad sacrificando realmente a su hijo, véase también Expiación sustitutiva. También existe la posible relación entre esto y las siervo amado de Dios en Isaías 42:1-7, Isaías 49:1-6, Isaías 50:4-11, y Isaías 52:13-53:12. 

### Comentarios
La narración del Bautismo de Jesús pone el acento en que Éste acudió a ser bautizado por Juan aunque no tenía necesidad de un bautismo de penitencia. El evangelista se fija sobre todo en la manifestación, por parte de la Santísima Trinidad, de Jesús como Hijo y como Mesías. Así lo indican la voz del Padre desde los cielos y el descenso del Espíritu Santo sobre Jesucristo . La tradición entendió el descenso del Espíritu Santo en forma de paloma como un signo de paz  ofrecido por Dios a los hombres en Cristo: 

Hoy el Espíritu Santo se cierne sobre las aguas en forma de paloma, para que, así como la paloma de Noé anunció el fin del diluvio, de la misma forma ésta fuera signo de que ha terminado el perpetuo naufragio del mundo. Pero a diferencia de aquélla, que sólo llevaba un ramo de olivo caduco, ésta derramará la enjundia completa del nuevo crisma en la cabeza del Autor de la nueva progenie

En conformidad con ese sentido, la apertura de los cielos recuerda el cumplimiento del deseo de restauración definitiva que tenía el pueblo, cuando le pedía a Dios: «¡Ojalá abrieras los cielos y bajases!». Los primeros escritores cristianos comprendieron el episodio en ese sentido, como una puerta abierta de los hombres a Dios: 

Antes, las puertas del cielo permanecían cerradas y la región de arriba era inaccesible. Podemos descender a lo más bajo y, en cambio, no podemos volver a subir a lo más alto. ¿Acaso tuvo lugar sólo el Bautismo del Señor? Tuvo también lugar la renovación del hombre viejo. (…) Se hizo la reconciliación de lo visible con lo invisible. Los poderes del cielo se llenaron de alegría, y fueron curadas las enfermedades de la tierra; las cosas que permanecían escondidas salieron a la luz; los que estaban en el número de los enemigos se hicieron amigos.

## Tentaciones de Jesús

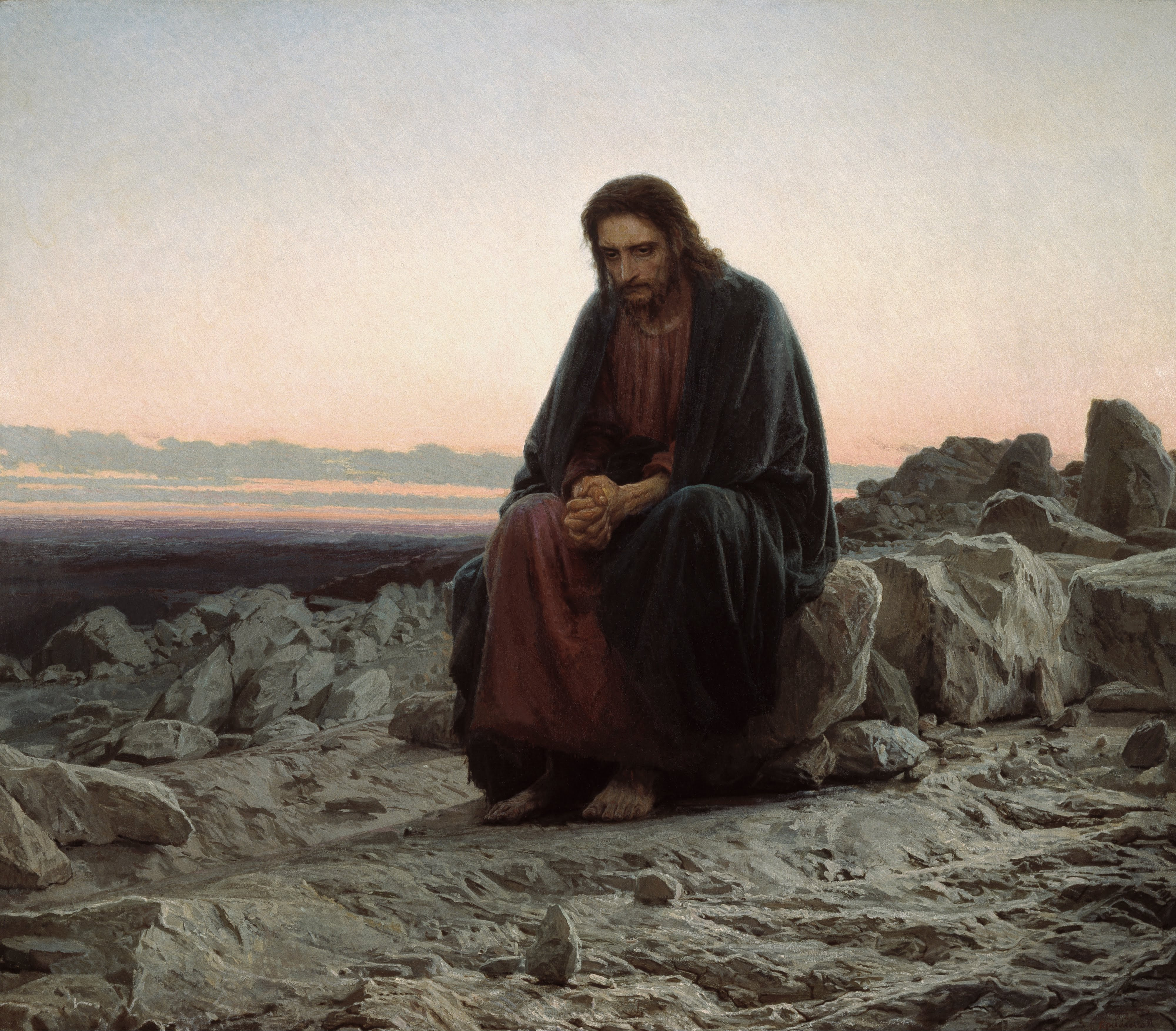
Cristo en el desierto por Ivan Kramskoi}}

El espíritu entonces "de inmediato", kai euthys, lo envía al desierto para ser tentado por Satanás durante cuarenta días. Cuarenta es un recurso numerológico común en la Biblia, como los cuarenta días del diluvio en Génesis 7 y los cuarenta años de los israelitas vagando por el desierto en el Libro del Éxodo. Elías también pasó cuarenta días y cuarenta noches viajando al Monte Horeb en 1 Reyes 19:8. A diferencia de Mateo 4:1-Mateo4:11 y Lucas 4:1-13 no se describe el número de tentaciones ni cuáles fueron. Marcos sí dice que los ángeles vinieron a ministrarle. Karris argumenta que los ángeles y el desierto están relacionados con Psalm 91:11-13..
Juan es encarcelado, presumiblemente por Herodes Antipas. Marcos utiliza el término paradothēnai para describir a Juan siendo "entregado", que Marcos también utiliza para describir a Jesús siendo arrestado durante su Pasión. Marcos ya ha destacado dos temas, el poder de Jesús y el favor de Dios, contrastados con su enfrentamiento con Satanás y el arresto de Juan, mostrando que su poder y misión ya han encontrado los desafíos más extremos tanto de las autoridades de esta mundo como de los poderes sobrenaturales.
El Seminario de Jesús llegó a la conclusión de que partes de estos relatos eran actos auténticos de Jesús, concretamente: "Juan bautiza a Jesús": Mark 1:9-11, Mateo 3:13-Mateo 3:17, Luke 3:21-22, Evangelio de los ebionitas 4; y "Jesús proclama el Evangelio": Marcos 1:14-15.

### Comentarios
Mateo y Lucas describen con detalle las tres tentaciones de Jesús antes de comenzar su vida pública, y unas tentaciones análogas también están en el Evangelio de Juan. Marcos las describe muy brevemente y pasa a describir la actividad pública para la que Jesús se había preparado en el desierto. Tentación, en la Sagrada Escritura, tiene el sentido de «prueba», más que el de «sugestión» o «incitación». Con las tentaciones se enseña también la verdadera Humanidad de Jesucristo: «No tenemos un sumo sacerdote que no pueda compadecerse de nuestras debilidades, sino que, de manera semejante a nosotros, ha sido probado en todo, excepto en el pecado». También la conducta de Cristo es modelo para la de las personas: 

Jesús, después de ser bautizado, ayunó en solitario durante cuarenta días. Así nos enseñó con su ejemplo que, una vez recibido el perdón de los pecados mediante el bautismo, con vigilia, ayunos y oraciones, debemos prepararnos para evitar que, mientras somos torpes o menos prontos, prontos, vuelva el espíritu inmundo que había sido expulsado de nuestro corazón.

## Llamada de los cuatro discípulos

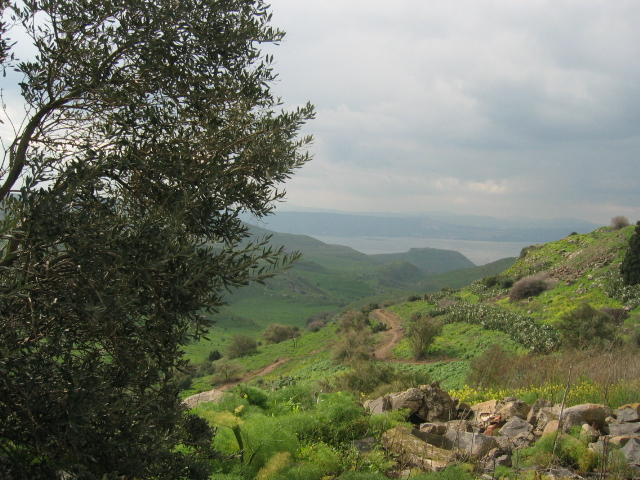
Paisaje en el norte de Israel

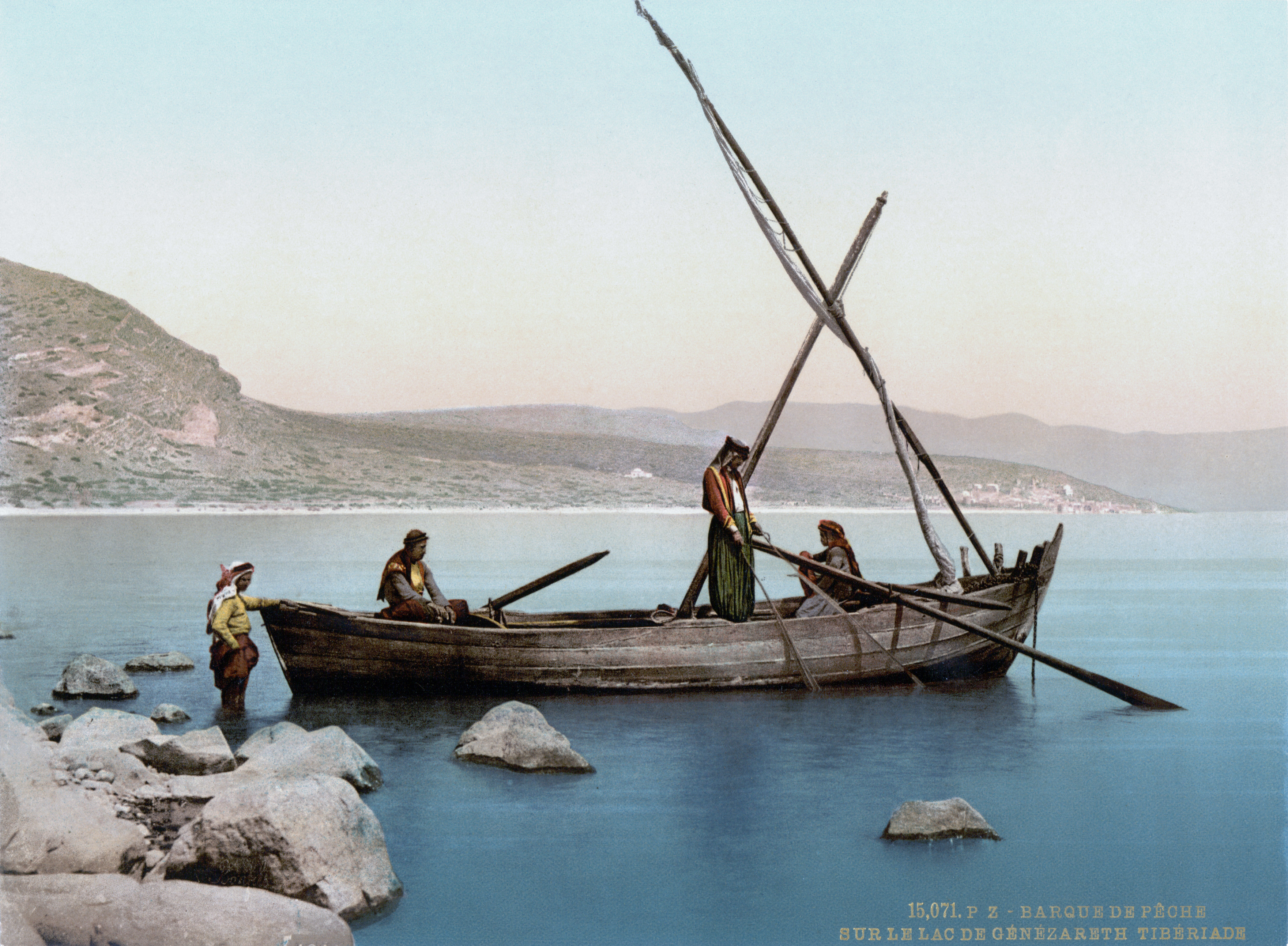
Pescador en el Mar de Galilea, 1890-1900

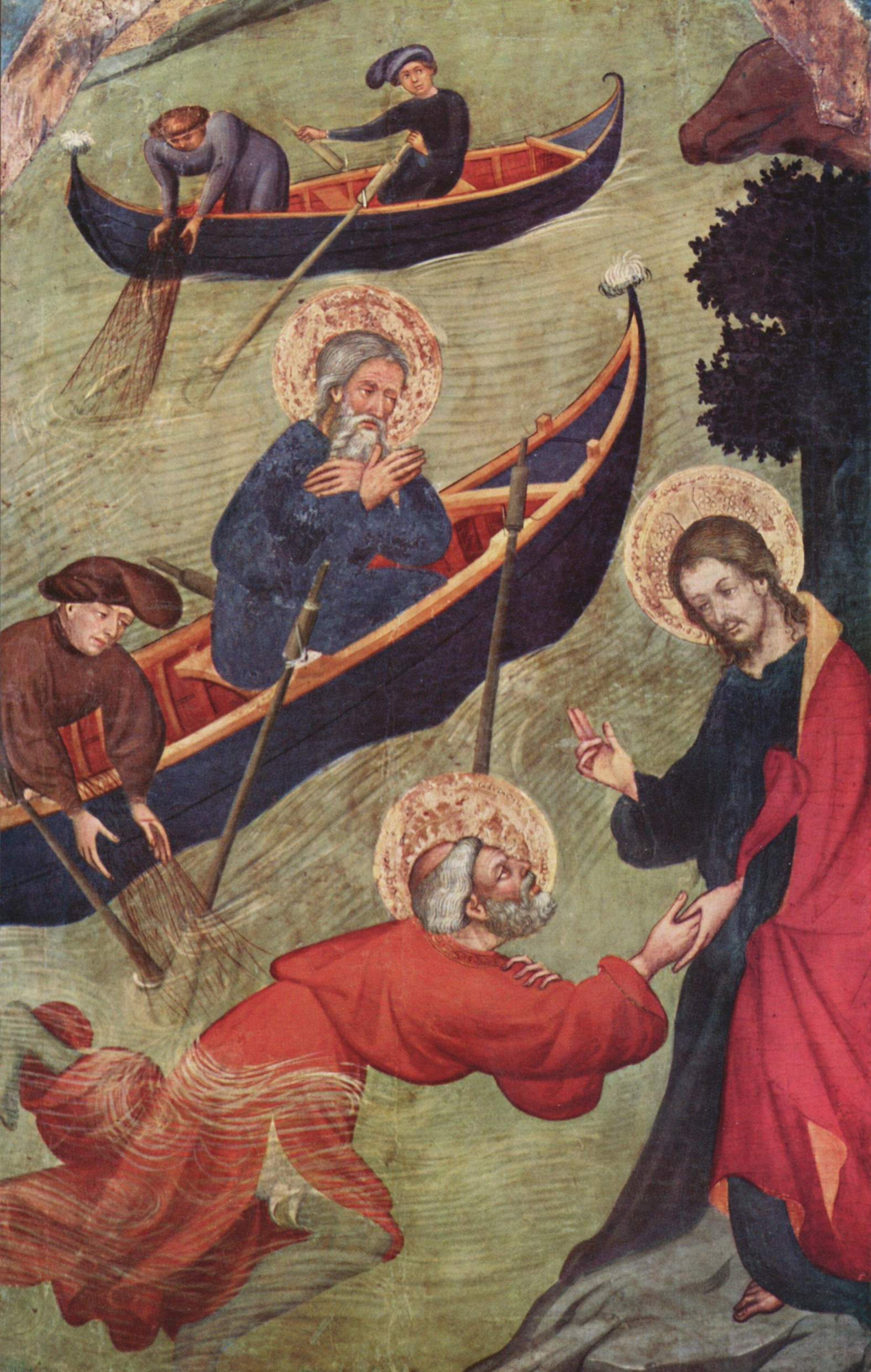
Petrusaltar: Jesus stutzt Petrus auf dem Wasser, Luis Borrassá, c.1400

### Versículos 14-15
14 Después que Juan fue encarcelado, Jesús vino a Galilea predicando el evangelio del reino de Dios,
15 y diciendo: "El tiempo se ha cumplido, y el reino de Dios está cerca. Arrepentíos y creed en el Evangelio 
Marcos explica las circunstancias del encarcelamiento de Juan en Marcos 6:17-18.
Jesús fue a Galilea, a predicar que "El reino de Dios está cerca (ēngiken). Arrepentíos y creed en el evangelio ('euangelion)!". El "reino de Dios" es un tema capital de las enseñanzas de Jesús  Las palabras "está cerca" pueden leerse como "se ha acercado" (NKJV), o "se ha acercado" (ESV).  El reino puede verse como un lugar físico o espiritual. También podría traducirse como "gobierno imperial de Dios", indicando el poder de Dios sobre todas las cosas. El Evangelio se ve no sólo como el mensaje de Dios, sino también como sus acciones. Jesús vincula aquí la venida de Dios con el término ēngiken (Strong's G1448), que algunos ven como "cercano", como "próximo en el futuro", pero otros sostienen que significa "cercano", como que Jesús mismo está cerca y la venida de Dios ha llegado. Esto se relaciona con el arrepentimiento, el cambio de corazón y la fe. Creer y arrepentirse es lo que Jesús dice que Dios desea.
Jesús va al Mar de Galilea y encuentra a Simón (a quien llamará Piedra (Pedro) en Marcos 3:16) y a su hermano Andrés. Están pescando, un gran negocio entonces en Galilea. Pronuncia la famosa frase "Venid, seguidme,...y os haré pescadores de hombres". Algunos han argumentado que su condición de pescadores es metafórica, basada quizás en Jeremías 16:16, pero Karris argumenta que sus ocupaciones como pescadores eran históricas y relatadas por Marcos para mostrar lo costoso de ser discípulo, ya que tenían que dejar un negocio presumiblemente próspero. Andrés fue un discípulo de Juan el Bautista según el Juan. Sólo aparece tres veces en Marcos, aquí, y en Marcos 3:18 y Marcos 13:3. Le siguen y pronto se encuentran con Santiago y Juan (a quien llamará el Hijos del Trueno en Marcos 3:17), que también se unen rápidamente al grupo, "dejaron a su padre Zebedeo en la barca con los hombres contratados". Pedro, Santiago y Juan tendrán un papel destacado en varios incidentes del Evangelio. Marcos no relata que Jesús les convenciera para que le siguieran de ninguna manera: simplemente hace que le sigan sin rechistar. Kilgallen argumenta que históricamente esta llamada no fue tan repentina, con quizás un encuentro previo, pero Marcos la ha acortado para conseguir un efecto extra y enfatizar la devoción total a Jesús. El Evangelio de Juan relata que Jesús convenció a Natanael de unirse a este grupo en Juan 1:43-51.

### Comentarios
En aquella época, los jóvenes judíos piadosos que deseaban mejorar en el conocimiento y práctica de la Ley de Moisés, procuraban buscar algún maestro o rabino: «Búscate un rabí y te desaparecerán las dudas», decía un adagio rabínico. En cambio, aquí es Jesús quien llama a algunos, a los que Él quiere, para que sean sus discípulos: hace esa llamada con autoridad, y esos hombres le responden al instante.

Si no hubiera algo divino en el rostro del Salvador, hubieran actuado de modo irracional al seguir a alguien de quien nada habían visto. ¿Deja alguien a su padre y se va tras uno en quien no ve nada distinto de lo que puede ver en su padre?

El evangelio sigue siendo actual: Dios pasa junto a las personas y los llama. Si no se le responde, Él puede seguir su camino y los hombres perderlo de vista y de la vida. Sin duda, Jesús conocía a estos discípulos desde tiempo atrás. Marcos pone la llamada a seguirle como primera actuación del ministerio de Jesús para poner de manifiesto la colaboración de los discípulos en la proclamación del Reino y para acentuar que la obra de los Apóstoles, tras la resurrección de Jesús, será la continuación de la obra de Cristo.

## Jesús en Cafarnaúm y la vuelta a Galilea
.

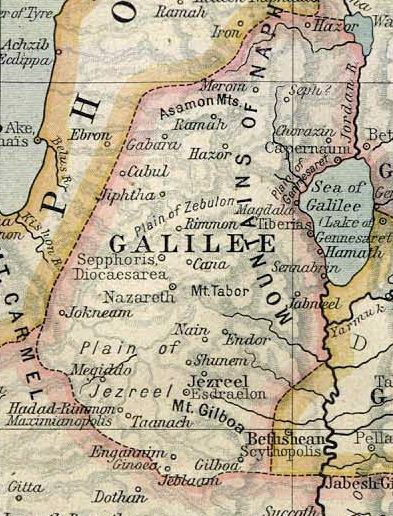
Mapa de 1923 que muestra Galilea alrededor del año 50 d. C.. Cafarnaúm está en la parte superior derecha mientras que Nazaret está hacia el centro

Jesús y los cuatro van a Cafarnaúm, que Marcos presenta como el centro de actividad de Jesús, y Jesús enseña en la sinagoga el sábado. Finalmente, en Marcos 9:5, al registrar la Transfiguración de Jesús, Marcos utiliza el término técnico ῥαββί, rhabbi, rabino, que significa maestro judío de Ley mosaica, también llamado Rabboni. Reunir discípulos (alumnos) y enseñar son, pues, la primera parte de lo que Jesús hace para proclamar el reino de Dios. Marcos no relata lo que Jesús enseñó, lo que podría significar que lo omitió porque no lo consideró lo suficientemente importante para su libro o porque no sabía lo que Jesús enseñó allí.
Algunos arqueólogos creen que una sinagoga de Cafarnaúm que ha sido excavada se encuentra sobre la sinagoga que existía en esta época que habría sido a la que habría ido Jesús. Cualquiera que demostrara un conocimiento suficiente de las escrituras podía predicar en la sinagoga. Marcos dice que la gente pensaba que Jesús enseñaba con "autoridad", cosa que los escribas no hacían. Los escribas respondían a las preguntas de manera tradicional y oficial, véase también Principios y valores farisaicos. Jesús según Marcos no opera sobre ninguna autoridad, sino sobre su propio juicio. Según John 2 Jesús asistió a las Bodas de Caná antes de ir a Cafarnaúm.
Luego realiza un exorcismo a un hombre poseído por un demonio. Curar a la gente, especialmente a los poseídos, será otro de los métodos principales que Jesús utiliza en su misión en Marcos. El demonio reconoce a Jesús como "el Santo de Dios", la primera vez que se demuestra que los adversarios sobrenaturales de Jesús conocen su verdadera identidad.  Jesús simplemente dice "¡Cállate y sal de él!", curando al hombre sólo con palabras.  La gente se asombra. Esto sigue un camino que Marcos utiliza a menudo, el de una descripción de la aflicción, la curación de Jesús de la aflicción, y luego una demostración de la curación a los demás. El poder de la palabra de Jesús sobre el demonio podría ser la forma en que Marcos intenta mostrar a su audiencia, quizá bajo la amenaza de persecución, que el mensaje de Jesús vencerá al mal. Al mostrar primero las enseñanzas de Jesús antes de su exorcismo, Marcos podría estar poniendo énfasis en el Las enseñanzas de Jesús como más importantes que cualquier milagro que pudiera realizar.
Hubo varias personas a las que se les atribuyó la capacidad de realizar exorcismos en el mundo antiguo y muchos antiguos oponentes del cristianismo descartaron a Jesús como otro mago. La mayoría de las descripciones de exorcismos de la época solían implicar que el exorcista engañaba al espíritu o demonio para que abandonara a la víctima convenciéndola de que el exorcista tenía más poder que el ser, método que no emplea Jesús. Los paralelos en Helenística historias culturales de exorcismos difieren en que por lo general implican una enfermedad asociada, que no es el caso aquí. John P. Meier véase una clara distinción entre estos incidentes y las descripciones de los magos de la época.

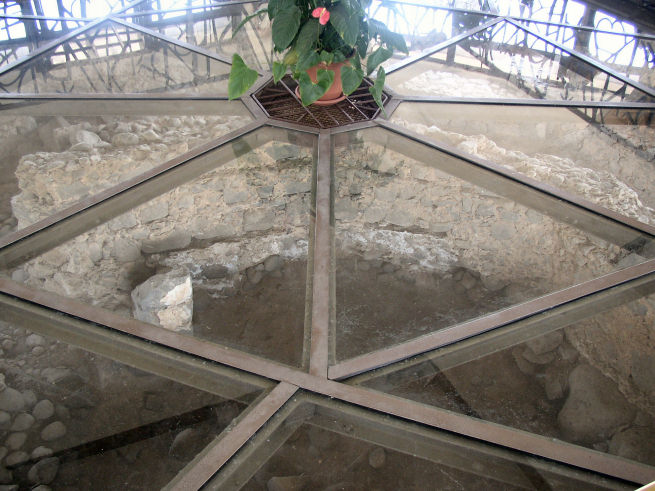
Supuestas ruinas de la casa de San Pedro bajo una Iglesia Católica en Cafarnaún (Israel)

Van a casa de Pedro y Andrés y Jesús cura a la suegra enferma de Pedro. La casa estaba presumiblemente cerca de la sinagoga. Luego se levanta y ayuda a Jesús y a sus compañeros. Atender a sus invitados habría sido su deber social en la cultura judía. Marcos utiliza el término ēgeiren, "levantar", para describir la curación de Jesús, seguido de diēkonei, "ella sirvió", que algunos han visto como un mensaje teológico sobre el poder de Jesús que requiere servicio. Karris defiende la historicidad de este suceso, quizá basándose en un testigo ocular. Una historia sobre la suegra de Pedro podría haber sobrevivido debido a la popularidad de Pedro entre los primeros cristianos.
Pedro aparece aquí claramente como poseedor de una esposa, ya que Jesús curó a su suegra.  Pablo dice que otros Apóstoles, Cefas (Pedro), y otrtos hermanos de Jesús]] tienen esposas, pero no Él, en 1 Corintios 9:5.
Ya es de noche. Marcos dice "Aquella tarde, después de la puesta del sol...", uno de sus ejemplos de redundancia, ya que tarde y después de la puesta del sol son en realidad la misma cosa repetida. Ni Lucas ni Mateo mantienen esta redundancia. Para entonces ya se ha corrido la voz y la gente ha traído enfermos y endemoniados para que Jesús los cure, cosa que hace. Marcos dice que "toda la ciudad" acudió a véase a Jesús, lo que probablemente es una exageración. Tanto Lucas como Mateo se limitan a decir que había mucha gente. A los demonios que abandonan a los poseídos no se les permite decir a la gente quién es Jesús, un tema común de Marcos llamado el Secreto Mesiánico. Jesús es capaz de curar todas las aflicciones de la gente que viene a verlo.
Luego abandona la ciudad muy temprano por la mañana para orar en solitario. Marcos dice πρωι εννυχον λιαν (prōi ennycha lian, "muy temprano, siendo aún de noche", una complicada descripción del tiempo que emplea tres adverbios). Sus discípulos le encuentran y le dicen que todo el mundo le está buscando. Él dice "Vayamos a otra parte", a las aldeas cercanas y allí también les predicará. Dice "Para eso he venido", utilizando la palabra εξηλθον (exēlthon), con su prefijo ex- centrado en el lugar del que ha venido, lo que algunos ven como una declaración sobre el mandato divino de Jesús o posiblemente un rechazo de Cafarnaún: no hay acuerdo general sobre estos puntos.  Luego viajó por toda Galilea, predicando y curando.
Él cura a un leproso que viene a él pidiendo una cura y le dice que muestre a los sacerdotes y ofrezca los sacrificios de limpieza que Moisés había ordenado (Leviticus 13-14), pero que no diga a la gente que Jesús lo había hecho. Jesús parece subrayar aquí la importancia de los Ley mosaica. Este episodio también se recoge en el Evangelio de Egerton 2:1-4. La gente ha visto a Jesús diciéndole al hombre que se callara sobre lo que había pasado como relacionado con el Secreto Mesiánico, aunque podría ser Jesús simplemente diciéndole al hombre que fuera inmediatamente a los sacerdotes. Lepra podría significar muchas enfermedades de la piel, como favus o psoriasis. Marcos dice que Jesús tuvo "compasión" por el hombre, aunque unos pocos manuscritos (el Codex Bezae y otros tres en latín antiguo) dicen que estaba enfadado, y algunos han argumentado que enfadado era la palabra original cambiada intencionadamente para que Jesús pareciera menos enfadado, ya que se le describe dando una "severa", embrimēsamenos, advertencia al hombre en el Versículo 43.  Sin embargo, Marcos también muestra la santa ira de Jesús en muchos otros lugares, como Mark 3:5 y el incidente en el Templo. El Comentario textual sobre el NT griego de Bruce Metzger postula una posible "confusión entre palabras similares en arameo (compárese siríaco ethraham, "tuvo piedad", con ethra'em, "se enfureció")". Quizá sea más probable, especuló H. A. G. Houghton, de la Universidad de Birmingham, en "El Nuevo Testamento latino: A Guide to its Early History, Texts, and Manuscripts que el error se debió a que un copista malinterpretó la palabra l|atina "miseratus", que significa "piedad", como "iratus", que significa "ira". El hombre entonces parece desobedecer y difunde la noticia, aumentando aún más la popularidad de Jesús. Si llegó o no a los sacerdotes Marcos no lo dice. Esta es la primera de muchas veces en Marcos en que Jesús trata infructuosamente de ocultar sus obras diciendo a la gente que mantenga en secreto lo que ha hecho. Karris sostiene que también se podría leer como Jesús "difundir la noticia", no el hombre.

## Versículo 45
El capítulo termina con Jesús regresando a los lugares "desiertos" o "solitarios", en griego επ ερημοις τοποις, ep eremois topois, que se han mencionado a lo largo del capítulo (Marcos 1:3-4, 12-13, 35, 45), pero la gente también le sigue hasta allí.
Mateo registra estos acontecimientos en Mateo 3-Mateo 4 sin una mención explícita del exorcismo y la curación de la suegra de Pedro. La curación del leproso aparece en Mateo 8:1-Mateo 8:4 después del Sermón de la Montaña, junto con la curación de la suegra de Pedro en Mateo 8:14-17.
Lucas tiene en gran parte el mismo orden que Marcos en Lucas 3-5:16 excepto que Jesús llama a sus discípulos después de encontrarse con Pedro y curar a su suegra. Lucas también dice que Jesús fue a Nazaret después de su tentación y discutió con la gente de allí. Mateo dice que dejó Nazaret y fue a Galilea, pero no relata lo que ocurrió allí.
Juan registra el bautismo de Jesús y la llamada de discípulos en Juan 1. Juan también bautiza a los discípulos de Jesús al mismo tiempo que Juan el Bautista, por lo que ocurren más cosas antes del arresto de Juan que en los Evangelios Sinópticos.

## Comentarios
El hecho de que Jesús empiece su predicación cuando cesó la del Bautista indica que la etapa de las promesas ha terminado, y que con Él y sus palabras empieza el Reino de Dios y, por tanto, la salvación. También da a entender, como más tarde aparece explícito con el martirio del Bautista, que la proclamación del Evangelio no se hará sin dificultades. La expresión «Evangelio de Dios» está en la epístolas de san Pablo a los romanos-1 y a los Corintios-2 equivalente a la de «Evangelio de Cristo» en Filipenses, Corintios, Tesalonicenses, etc. Indica, sobre todo, la novedad gozosa que viene con Jesús, el Reino de Dios: 

En lo que puedo recordar, del Reino de los Cielos no he oído hablar nunca leyendo la Ley, los Profetas o el Salterio; sólo leyendo el Evangelio. El Reino de Dios ha quedado abierto sólo después de que haya venido aquél que dijo: el Reino de Dios está dentro de vosotros 

Tener parte de este Reino exige de los hombres una conversión interior, estar preparado para recibir un nuevo don de Dios: 

Jesús anuncia la llegada del Reino de Dios e invita a la conversión (cfr Mc 1,15), perdonando los pecados de quien se acerca a Él con humilde fe (cfr Mc 2,3-13; Lc 7,47-48), iniciando así el ministerio de misericordia que Él continuará ejerciendo hasta el fin del mundo, especialmente a través del sacramento de la Reconciliación confiado a la Iglesia.